# Annamanum guerryi
Annamanum guerryi là một loài bọ cánh cứng trong họ Cerambycidae.